# Encarsia sinica
Encarsia sinica är en stekelart som beskrevs av Gennaro Viggiani och Ren 1993. Encarsia sinica ingår i släktet Encarsia och familjen växtlussteklar. Inga underarter finns listade i Catalogue of Life.